# XXXIX Festival del Huaso de Olmué
El XXXIX Festival del Huaso de Olmué se realizó los días 18, 19 y 20 de enero de 2008 en el Parque El Patagual, ubicado en Olmué, Chile. El animador fue Leo Caprile y fue emitido conjuntamente por Chilevisión y Corazón FM.

## Artistas

### Musicales
- Illapu
- Reik
- Juana Fé
- Los Paleteados del Puerto
- DJ Méndez
- Joe Vasconcellos
- Los Huasos Quincheros
- Denisse Malebrán
- Sinergia
- Garras de Amor
- Los Tres
- Pedro Fernández

### Humor
- Manpoval
- Melame
- Los Cuatro Octavos

## Desarrollo

### Día 1 (Viernes 18)
| N.º | Artista                                                               | Género                                   | Lista de canciones |
| --- | --------------------------------------------------------------------- | ---------------------------------------- | --- |
| O   | Manka Saya, Conjunto Tierra Chilena, Hamaycan, Banda Renacer e Illapu | Obertura                                 | Ver lista 1. «Danzas nortinas» 2. «Vuelvo para vivir» (fragmento) |
| 1   | Illapu                                                                | Grupo de música folclórica andina.       | Ver lista 1. «Bio Bio, Sueño Azul» 2. «Vivir es Mucho Más» 3. «Sincero Positivo» 4. «Qué Manera» 5. «Escribo Por Ejemplo» 6. «Lejos del Amor» 7. «Baila Caporal» 8. «Morena Esperanza» 9. «Vuelvo Para Vivir» |
| 2   | Reik                                                                  | Banda de pop latino y balada romántica.  | |
| 3   | Juana Fé                                                              | Banda de ska, rock latino y cumbia.      | Ver lista 1. «Los Tambores» 2. «El Volcán» 3. «Afrorumba Chilenera» 4. «Chin Chin» 5. «La Jardinera» (cover de Violeta Parra) 6. «Tengo Luquita» 7. «Callejero» 8. «Andrea»                                   |
| 4   | Competencia folclórica (1.er grupo)                                   | Competencia folclórica (1.er grupo)      | Competencia folclórica (1.er grupo) |
| 5   | Los Paleteados del Puerto                                             | Grupo de cueca porteña                   | |
| 6   | Manpoval                                                              | Humor                                    | Humor |
| 7   | DJ Méndez                                                             | Cantante de rap, hip hop y música urbana | |

### Día 2 (Sábado 19)
- Joe Vasconcellos
- Denisse Malebrán
- Competencia Folclórica
- Mauricio Flores (humor)
- Sinergia

### Día 3 (Domingo 20)
- Los Tres
- Magdalena Matthey
- Competencia Folclórica
- Los Cuatro Octavos (Humorístico)
- Pedro Fernández

## Competencia
| Título                       | Intérprete(s)                     | Autor(a)                                      | Lugar     |
| ---------------------------- | --------------------------------- | --------------------------------------------- | --------- |
| "Luna, lunita de miel"       | Gabriel Betancur y Pedro Castillo | José Gabriel Betancur Mora                    | Ganador   |
| "Cantor olvidado"            | Grupo Calichal                    | Manuel Veas Rodríguez y Mauricio Ganga Arraña | 2.° Lugar |
| "Pasión, cielo y cordillera" | Los Huasos Hidalgo                | José Cornejo Aliaga y Vicente Bianchi Murua   | 3.° Lugar |

### Jurado
- Guillermo Stolzmann[2]
- Danny Rodríguez
- Denisse Malebrán
- Sabina Odone[3]
- Patricio Meza
- Ítalo Passalacqua
- Magdalena Matthey

## Trivia
- Cuando el ganador Gabriel Betancur, dijo que el alcalde de su comuna (Cañete) le había mandado saludos al alcalde de la vecina comuna Limache, siendo que el festival se realiza en Olmué, logrando pifias del público presente.